# 마블 시네마틱 유니버스: 페이즈 6
마블 시네마틱 유니버스: 페이즈 6(Marvel Cinematic Universe: Phase Six)는 마블 코믹스 출판물에 등장하는 캐릭터를 바탕으로 마블 스튜디오가 제작한 미국의 슈퍼히어로 영화 시리즈의 여섯 번째 페이즈이다.
| 마블 시네마틱 유니버스의 페이즈 |               |               |               |               |               |
| 인피니티 사가                   | 인피니티 사가 | 인피니티 사가 | 멀티버스 사가 | 멀티버스 사가 | 멀티버스 사가 |
| 페이즈 1                        | 페이즈 2      | 페이즈 3      | 페이즈 4      | 페이즈 5      | 페이즈 6      |

2022년 7월 24일, 샌디에이고 코믹콘 인터내셔널에서 페이즈 5와 6를 동시에 발표했다.뿐만 아니라 지난 해 9월 진행된 D23엑스포에서 역시 향후 마블 작품들에 대한 개봉 일정이 공개 되었다.페이즈 6에서는 총 11개의 작품을 공개할 예정이며, 이 중 판타스틱 포와 두 편의 어벤져스 후속 영화가 확정됐다.

## 작품

### 영화
| 연도 | 제목                      | 감독      | 구분                 |
| 2025 | 판타스틱 4: 퍼스트 스텝스 | 맷 샤크먼 | 판타스틱 4 단독 영화 |
| 2025 | 블레이드                  |           | 블레이드 단독 영화   |
| 2026 | 어벤져스: 둠스데이        |           | 어벤져스 5편         |
| 2027 | 어벤져스: 시크릿 워즈     |           | 어벤져스 6편         |

### 드라마
- 제목 미정의 비전 시리즈 (2026)